# Harry Payne Bingham
Henry "Harry" Payne Bingham (9 décembre 1887 - 25 mars 1955) est un financier, sportif, mécène et philanthrope américain. Il finance une série d'expéditions pour étudier la vie marine.

## Jeunesse
Il est né en 1887 de Charles William Bingham (1846–1929), un riche industriel de Cleveland, et de Mary (née Payne) Bingham (1854–1898). Il est le frère de Oliver Perry Bingham; William H. Bingham; Elizabeth Beardsley Bingham, qui épouse Dudley Stuart Blossom; et Frances P. Botlon (en), une représentante américaine de 1940 à 1969 qui épouse son collègue Chester Bolton.
Ses grands-parents paternels sont William Bingham et Elizabeth (née Beardsley) Bingham. Ses grands-parents maternels sont Henry B. Payne, un sénateur américain de l'Ohio, et Mary (née Perry) Payne. Les frères et sœurs de sa mère sont Nathan P. Payne, le maire de Cleveland ; Flora Payne, qui épouse le secrétaire de la Marine William Collins Whitney ; Howard Payne, l'homonyme de l'Université Howard Payne et Oliver H. Payne, un dirigeant de Standard Oil décédé en 1917 sans enfants, laissant plusieurs millions de dollars et son domaine d'Esopus dans la vallée de la rivière Hudson connu sous le nom de " Omega " à Bingham, son neveu.
Bingham étudie à la Taft School de Watertown, Connecticut, et est diplômé de l'Université Yale en 1910 où il est camarade de classe et colocataire de Robert Taft, le fils du président William Howard Taft qui est plus tard sénateur américain. L'école Taft est dirigée par Horace Dutton Taft (en), frère du président et oncle de son colocataire<.

## Carrière

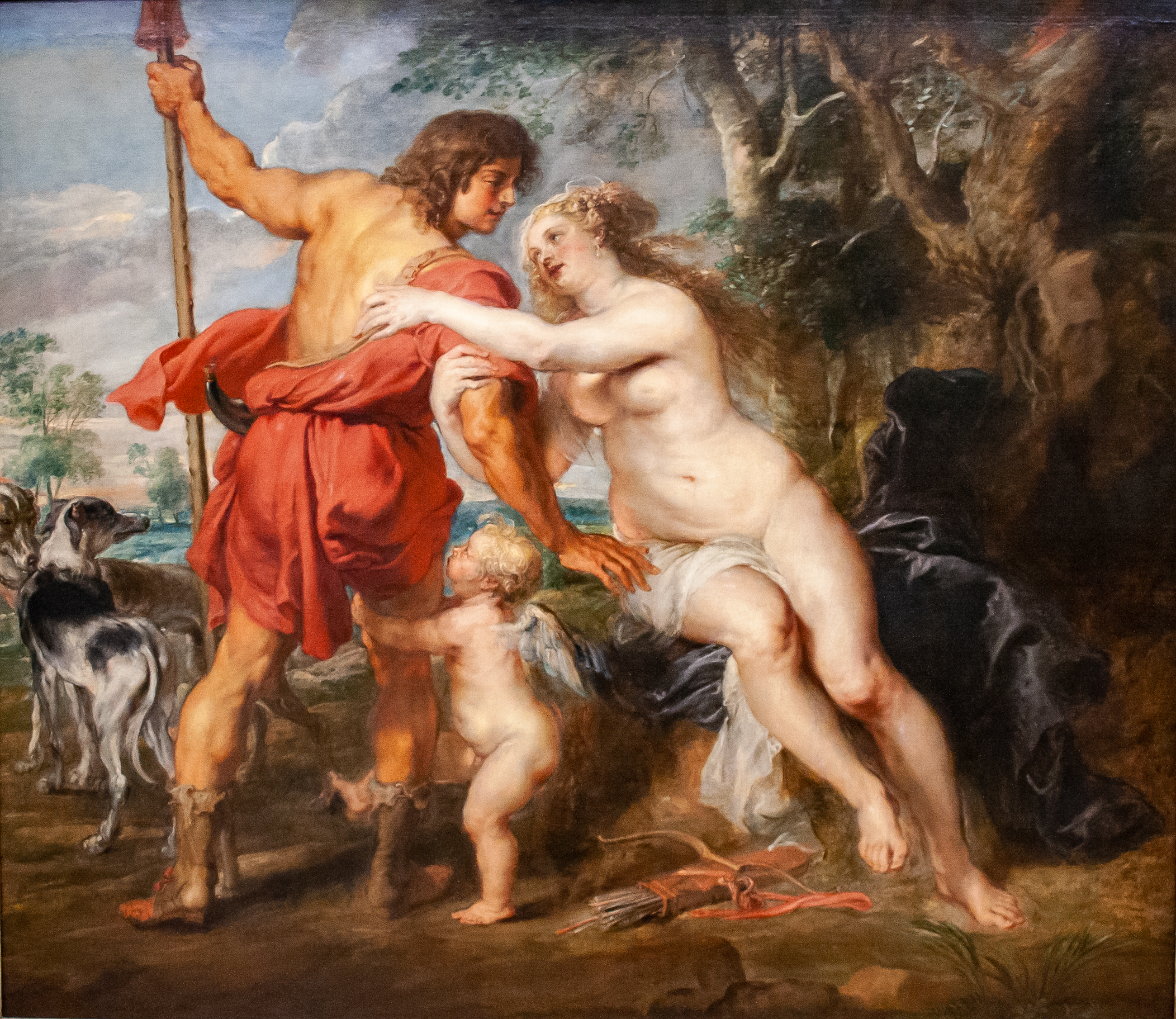
Vénus et Adonis, offert par Bingham au Metropolitan Museum of Art en 1928

Bingham dispose d'un siège à la Bourse de New York, qu'il vend à l'automne 1924.
Il est administrateur de la First National Bank de New York et de la Northern Finance Corporation de New York. En 1937, il rejoint le conseil d'administration du Metropolitan Museum of Art avec Vanderbilt Webb et Arnold Whitridge. Plus tard, il devient vice-président et fait des dons au Musée, notamment de Vénus et Adonis de Pierre Paul Rubens, qu'il donne en 1928. En 1933, il cède « Omega », le domaine de 645 acres qu'il a hérité de son oncle au Diocèse épiscopal protestant de New York. Il est également administrateur du Musée américain d'histoire naturelle et de la New York Zoological Society.
Pendant la Première Guerre mondiale, Bingham est capitaine dans l'artillerie de campagne et sert sur le front pendant un an. Il est également un golfeur amateur, remportant le championnat de golf de Long Island en 1924.
Dans les années 1920, il mène une série d'expéditions sur son yacht privé, le "Pawnee", qui comprend le biologiste Albert Eide Parr et l'illustrateur d'histoire naturelle Wilfrid Swancourt Bronson, qui rapportent des spécimens et des illustrations de la vie marine, en faisant don aux collections de la Smithsonian Institution et du Musée Peabody d'histoire naturelle de l'Université Yale,.

## Vie privée

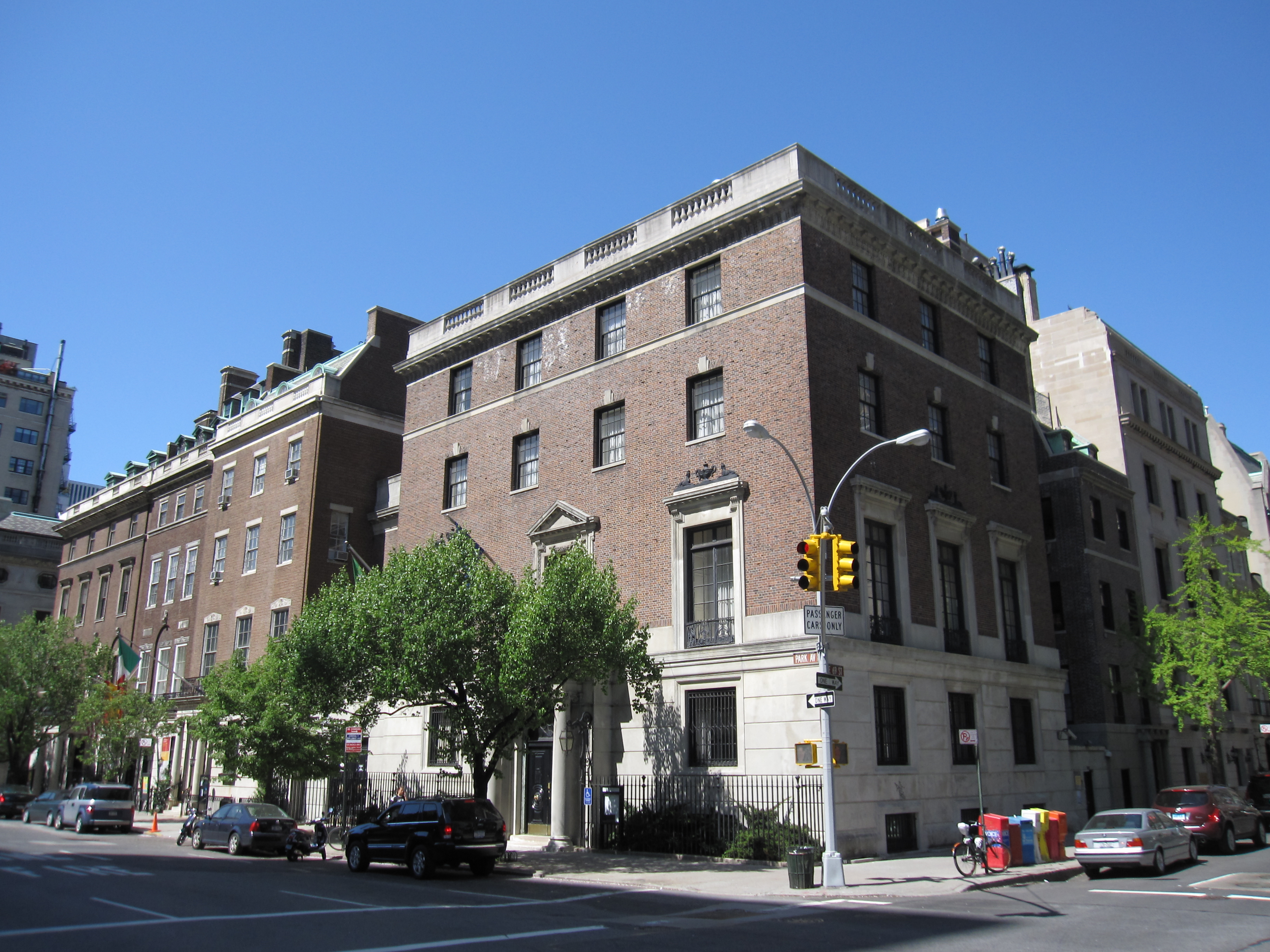
690 Park Avenue, la maison de Bingham à New York en 1937.

Bingham, qui se marie trois fois, réside diversement à New York au 690 Park Avenue ainsi qu'au 834 Fifth Avenue au moment de sa mort. Son premier mariage a lieu le 13 janvier 1912 avec Harriette Gowen (1892–1971) à Cleveland. Avant leur divorce à Paris le 22 février 1926, et ils ont :
- Harry Payne Bingham Jr. (1912–2005)[9] qui épouse Lilla Fisk en 1935[10]. Ils divorcent en 1955 et il épouse Marleigh Kramer Gerry, l'ex-épouse de Robert Livingston Gerry Jr [11].
- Barbara Bingham (1914–2008), qui épouse le contre-amiral Edward P. Moore en 1935[12].
- Emery Bingham (1920-1920), décédé en bas âge.

Le 8 octobre 1927, Bingham épouse Grace Lucille (née Momand) Breese (1894–1946) à l'église américaine de Paris. Elle était auparavant mariée à James Lawrence Breese, dont elle divorce en juillet 1927. Ils restent mariés jusqu'à un divorce public en 1937.
Son troisième mariage a lieu en 1937 avec Melissa Williams Yuille (1898–1986), la fille de Thomas Burks Yuille, au domicile de sa mère, 1040 Fifth Avenue à Manhattan. L'une des sœurs de Melissa, Susan Burks Yuille, est mariée à Carroll Carstairs, et une autre, Nancy Yuille, est mariée à Richard Wyndham-Quin, 6e comte de Dunraven. Après leur mariage, ils vivent ensemble au 690 Park Avenue, l'ancienne maison d'Henry Davison qui abrite aujourd'hui le consulat général d'Italie. Ensemble, ils ont :
- Burks Yuille Bingham (né en 1939), qui épouse Anthony Abbot Lapham (1936-2006), l'avocat général de la CIA et fils de Lewis A. Lapham[14],[15] en 1964[16].

Bingham est décédé le 25 mars 1955 à Palm Beach, en Floride.